# Mihails Zemļinskis
Mihails Zemļinskis (ucraïnès: Михайло Валерійович Землинський; nascut el 21 de desembre de 1969) és un polític letó, anteriorment futbolista que jugava com a defensa.
Zemļinskis va jugar la major part de la seva carrera a l'Skonto FC llevat de curts períodes al FC Dnipro Dnipropetrovsk, el BVSC Budapest i el Hapoel Kfar Saba. Jugava bé com a defensa central, amb el número 4, i va ser internacional per Letònia després que el país recuperés la independència el 1991. Amb la selecció hi va jugar 105 partits i hi marcà 12 gols, i hi va disputar l'Eurocopa de 2004 a Portugal. Posteriorment va fer d'entrenador a l'FC Daugava, i a la selecció Sub-21 de Letònia. Des del 2011 és diputat del Saeima.

## Palmarès
- Copa Bàltica de futbol (2):

1993, 1995
- Lliga letona de futbol (11):

1992, 1993, 1994, 1995, 1998, 1999, 2000, 2001, 2002, 2003, 2004
- Futbolista letó de l'any

1998